# Nade Dieu
 (novembre 2015).
Nade Dieu, née le 2 août 1973 à Libramont, est une actrice belge.

## Biographie
Nade Dieu a grandi en Ardenne belge près de Bouillon. Après des études secondaires en Ardenne et à l'IATA à Namur, elle suit deux années de cours de réalisation cinéma à l'Institut des arts de diffusion à Louvain-la-Neuve.
En 1997, elle obtient le diplôme d'interprétation dramatique à l'INSAS à Bruxelles.
Elle commence au théâtre. Philippe Sireuil la dirige dans J'étais dans ma maison et j'attendais que la pluie vienne de Jean-Luc Lagarce, puis dans Nous les héros du même auteur, elle joue ensuite Antigone d'après Le Cri d'Antigone de Henry Bauchau. En poursuivant le théâtre, elle enchaîne des rôles importants dans des téléfilms, notamment dans Maigret et l'Inspecteur Cadavre, Le Temps perdu. 
Ces rôles la font remarquer, et elle obtient des premiers rôles auprès de cinéastes renommés : elle joue avec Michel Serrault dans Le Papillon (2002), puis un premier rôle dans Zéro défaut de Pierre Schoeller (2002), face à Éric Elmosnino, ensuite Notre musique de Jean-Luc Godard. Le jeune cinéaste Raphaël Jacoulot la choisit ensuite pour endosser le rôle complexe et profond de Sabine, dans Barrage (2006). 
C'est à la télévision qu'elle se fait connaitre du grand public, avec le rôle de Marie Germain dans la série Un village français (2008-2014), qui décrit la vie d'un village sous l'occupation. Cette métayère s'occupe d'une ferme située à proximité immédiate de la ligne de démarcation. Elle devient résistante dès 1940 et dirigera un grand mouvement de résistance.

## Filmographie

### Cinéma
- 2002 : Le Papillon de Philippe Muyl
- 2003 : Zéro défaut de Pierre Schoeller
- 2004 : Demain on déménage de Chantal Akerman
- 2004 : Notre musique de Jean-Luc Godard
- 2006 : Barrage de Raphaël Jacoulot
- 2007 : L'Autre Moitié de Rolando Colla
- 2008 : Sois sage de Juliette Garcias
- 2008 : Unspoken de Fien Troch
- 2016 : Éperdument de Pierre Godeau
- 2018 : Gueule d'ange de Vanessa Filho

### Télévision
- 1997 : Maigret et l'inspecteur Cadavre de Pierre Joassin
- 2001 : PJ viol en GAV de Gérard Vergez
- 2001 : Commissariat Bastille de Gilles Béhat
- 2001 : Le Temps perdu de Frédéric Roullier-Gall
- 2002 : Y a pas d'âge pour s'aimer de Thierry Chabert
- 2009-2014 : Un village français (série) : Marie Germain
- 2014 : Duel au soleil de Marc-Antoine Laurent (série) : Florence Ruffin
- 2015 : Cherif (série télévisée, saison 2, épisode 6) : Christine Debray
- 2018 : Le Chalet de Camille Bordes-Resnais : Mathilde
- 2018 : Victor Hugo, ennemi d'État de Jean-Marc Moutout
- 2020 : Les Mystères de Paris, série d'animation de Véronique Puybaret et Matthieu Dubois
- 2022 : Alex Hugo de Muriel Aubin, épisode : Mauvais sang : Hélène Melino

## Théâtre
- 1997 : Livre d'images de Jean-Marie Piemme, mise en scène de Philippe Sireuil
- 1998 : J'étais dans ma maison et j'attendais que la pluie vienne de Jean-Luc Lagarce, mise en scène de Philippe Sireuil
- 1999 : Le cri d'Antigone de Henry Bauchau, mise en scène de Valérie Cordy
- 2000 : Nous les héros de Jean-Luc Lagarce, mise en scène de Philippe Sireuil
- 2000 : La chanson de septembre de Serge Kribus, mise en scène de Marcel Delval
- 2002 : J'étais dans ma maison et j'attendais que la pluie vienne de Jean-Luc Lagarce, mise en scène de Philippe Sireuil, reprise
- 2007 : Darwin de Thierry Debroux, mise en scène de Marcel Delval
- 2011 : Bright Room de Tony Kushner, mise en scène de Hillary Keegin
- 2012 : Bright Room de Tony Kushner, mise en scène de Hillary Keegin, reprise
- 2012 : Mademoiselle Julie d'August Strindberg, mise en scène Robin Renucci, Tréteaux de France
- 2015 : Où suis-je de Pauline D'Ollone, Théâtre National de Bruxelles
- 2018 : Un petit mètre carré pour exister de et mise en scène Fanny Touron, Théâtre Les Déchargeurs